# Ichthyoxenus tanganyikae
Ichthyoxenus tanganyikae là một loài chân đều trong họ Cymothoidae. Loài này được Fryer miêu tả khoa học năm 1965.